# Horo (woreda)
Pour les articles homonymes, voir Horo et Jimma Horo.
Horo est un woreda de l'ouest de l’Éthiopie situé dans la zone Horo Guduru Welega de la région Oromia. Partie nord de l'ancien woreda Jimma Horo de la zone Misraq Welega, le woreda Horo compte 74 989 habitants en 2007 et son centre administratif est Sekela.

## Origine
L'ancien woreda Jimma Horo, qui comptait 117 262 habitants au recensement de 1994 et se rattachait à l'époque à la zone Misraq Welega, se subdivise entre Horo, son voisin Jimma Genete et la ville de Shambu. Ces trois woredas se rattachent avant 2007 à la zone Horo Guduru Welega.

## Situation
Le woreda Horo est bordé par Jarte Jardega, Abay Chomen, Guduru, Jimma Genete et Abe Dongoro et enclave Shambu, la capitale de la zone.
Son centre administratif, Sekela, se trouve une quinzaine de kilomètres au nord de Shambu.

## Population
Au recensement national de 2007, la population du woreda Horo atteint 74 989 habitants dont 5 % de citadins, la seule agglomération recensée étant Sekela qui a 3 669 habitants.
Environ 37 % des habitants sont orthodoxes, 31 % sont protestants, 24 % sont de religions traditionnelles africaines, 6 % sont musulmans et près de 2 % sont catholiques.
En 2022, la population est estimée sur le même périmètre à 107 323 personnes avec une densité de population de 124 personnes par km2 et 866 km2 de superficie.